# Taur Matan Ruak
José Maria Vasconcelos, maggiormente conosciuto col nome di battaglia di Taur Matan Ruak (in tetum "Due occhi taglienti") (Baguia, 10 ottobre 1956), è un ex militare e politico est-timorese, Primo ministro di Timor Est dal giugno 2018 al luglio 2023. In precedenza è stato Presidente della Repubblica dal maggio 2012 al maggio 2017.

## Biografia
È stato Maggior Generale e Comandante delle Forcas de Defesa de Timor-Leste (F-FDTL), l'esercito di Timor Est, fino al 6 ottobre 2011. Prima di servire in F-FDTL, era l'ultimo comandante delle Forze Armate di Liberazione Nazionale di Timor Est o FALINTIL (Forcas Armadas Nacional para a Liberação fare Timor Leste), l'esercito degli insorti, legato al partito FRETILIN, che ha resistito all'occupazione indonesiana dell'isola dal 1975 al 1999.
È stato eletto Presidente della Repubblica il 16 aprile 2012 ed è entrato in carica il 20 maggio successivo, succedendo a José Ramos-Horta. Era sostenuto dal premier Xanana Gusmão e vinse al ballottaggio con il 61% dei voti contro l'avversario Francisco Guterres. È rimasto in carica fino al maggio 2017.
Il 22 giugno 2018 è stato nominato Primo ministro del Paese.